# Idah
Idah es una localidad del estado de Kogi, en Nigeria, con una población estimada en marzo de 2016 de 107 700 habitantes.
Se encuentra ubicada en el centro-sur del estado, cerca de la orilla del río Níger.

## Historia
Antes del siglo XVI, Idah era la capital del reino de los igala. En el siglo XVI, Idah fue anexado por el reino de Benín bajo Oba Esigie (año 1504). El príncipe Tsoede instituyó una industria del bronce sobre 1531 y posteriormente se convertiría en rey del pueblo nupé. Con los años, la estructura política de Idah llegó a parecerse a la del reino de Benín. Estaba controlada por un rey conocido como obi que tenía un grupo de jefes bajo su mando a quienes se requería que pagaran tributo. Durante la mayor parte del siglo XIX, la economía de Idah floreció debido al comercio tanto con los europeos como con los pueblos igbo.